# 1595
Cette page concerne l'année 1595  du calendrier grégorien. Pour l'année 1595 av. J.-C., voir 1595 av. J.-C.
L'année 1595 est une année commune qui commence un dimanche.

## Évènements
- 27 janvier : début du sultanat ottoman de Mehmed III (fin en 1603). Pour éviter toute compétition, Mehmed III fait exécuter 19 de ses frères cadets et 10 des épouses de son père que l’on soupçonne d’être enceintes (1596). Sa mère exerce le pouvoir à sa place[1].

- 2 avril : début du voyage du hollandais Cornelius van Houtmann en Inde et en Insulinde pour le compte de la compagne Van Verre (fin en 1597). Il atteint Banten (Java) quinze mois plus tard[2].
- 4 avril : Walter Raleigh s’empare de Trinidad[3]. Il apprend du gouverneur de l’île, Berrio, qui la tient d’un nommé Martinez, la légende de l’El Dorado, roi se baignant couvert d’or dans le lac de Manao. Il remonte l’Orénoque en pirogue à sa recherche mais ne trouve rien. Il retourne en Europe où il participe à la prise de Cadix (1596) et de Fayal (1597) et laisse la colonie à son lieutenant Keymist Masham qui la perd au profit des Espagnols.
- Avril : Shah Beg, un officier d'Akbar, prend Kandahar aux Séfévides[4].

- 5 mai, mission jésuite en Inde : le jésuite Jérôme Xavier, accompagné de Manuel Pinheiro et de Bento de Góis arrive à Lahore, en Inde, à la cour de l’empereur moghol Akbar (fin en 1614)[5].
- 31 mai : Matteo Ricci s’établit à Nankin[6].

- 8 juin : Caracas est pillée par Amyas Preston et George Somers, des corsaires anglais de Walter Raleigh, qui prennent appui en Guyane[3].
- 21 juillet-5 août : l'explorateur espagnol Alvaro de Mendaña découvre les îles Marquises[7].

- 22 novembre : défaite anglaise devant Porto Rico aux Antilles face aux Espagnols[3].
- 17 décembre : grand autodafé de Lima[8].

### Europe
- 24 janvier : mort de Ferdinand de Tyrol. Le Tyrol et l'Autriche antérieure passent à l’archiduc Maximilien[9].
- 28 janvier : traité d'alliance entre Sigismond Báthory et Rodolphe de Habsbourg contre les Ottomans ; Báthory est reconnu prince héréditaire par l’empereur[10](ratifié le 4 mars par Rodolphe[11]).
- 29 janvier : première représentation en public de Roméo et Juliette[12].

- 20 février : mort de Ernest de Habsbourg[13]. Son frère Mathias (1557-1619) lui succède Ernest en Autriche.
- Février : les Cosaques Zaporogues de Hryhoriï Loboda et Severyn Nalyvaïko attaquent les bastions turcs de Bender, Akkerman et Kilia avant de revenir en Ukraine[14].

- 10 avril : Albert de Habsbourg (le pieux) devient primat de Tolède[15].

- 18 mai : la paix de Tayssina (Tyavzino), ou paix de Teusin, près de Narva, à la suite de la guerre russo-suédoise, fixe les frontières orientales de la Finlande[16]. La Suède acquiert Narva et la totalité de l’Estonie et fait avancer ses frontières à travers l’Arctique. La Suède rend à la Russie une partie de la Carélie, de la Neva et la côte méridionale du golfe de Finlande jusqu’à Ivangorod.
- 25 mai : crue du glacier de Giétroz, dans les Alpes pennines, qui submerge momentanément la ville de Martigny et fait 70 morts[17].
- 26-27 mai : bataille de Clontibret en Ulster[18]. Hugh O'Neill, second duc de Tyrone conduit une rébellion irlandaise contre les Anglais.
- 12-13 juin : émeute ouvrière à Londres face à la disette ; des apprentis prennent le contrôle du marché pour imposer un juste prix au œufs, au poisson et au beurre[19].

- 5 juin : victoire d'Henri IV sur l'armée espagnole à la bataille de Fontaine-Française[20].
- 12 juin, Pologne : le métropolite orthodoxe de Nowogrodek et sept évêques signent une requête en XXXII articles qui précise les modalités de l’union des Églises, mais ils se heurtent au prince Constantin Ostrogski, « protecteur » traditionnel de l’orthodoxie. Terlecki et son collègue l’évêque de Włodzimierz, Pociej, se rendent à Rome où lors d’une séance solennelle, ils demandent au nom du métropolite et des évêques ruthènes à être reçus dans l’Église romaine (23 décembre) Le pape leur accorde par la bulle Magnus Dominus et laudabilis une « constitution perpétuelle » laissant aux Ruthènes leur liturgie et donnant au métropolite la faculté de consacrer les évêques[21].

- 2 juillet : départ d'une deuxième expédition de Willem Barentsz dans l'Océan Arctique à la recherche du passage du Nord-Est ; elle passe le détroit de Jugor le 24 août et trouve la mer de Kara prise par les glaces[22].

- 2-5 août : raid espagnol victorieux en Cornouailles. Il met à sac Mousehole et Newlyn et démantèle le fort de Penzance[23].

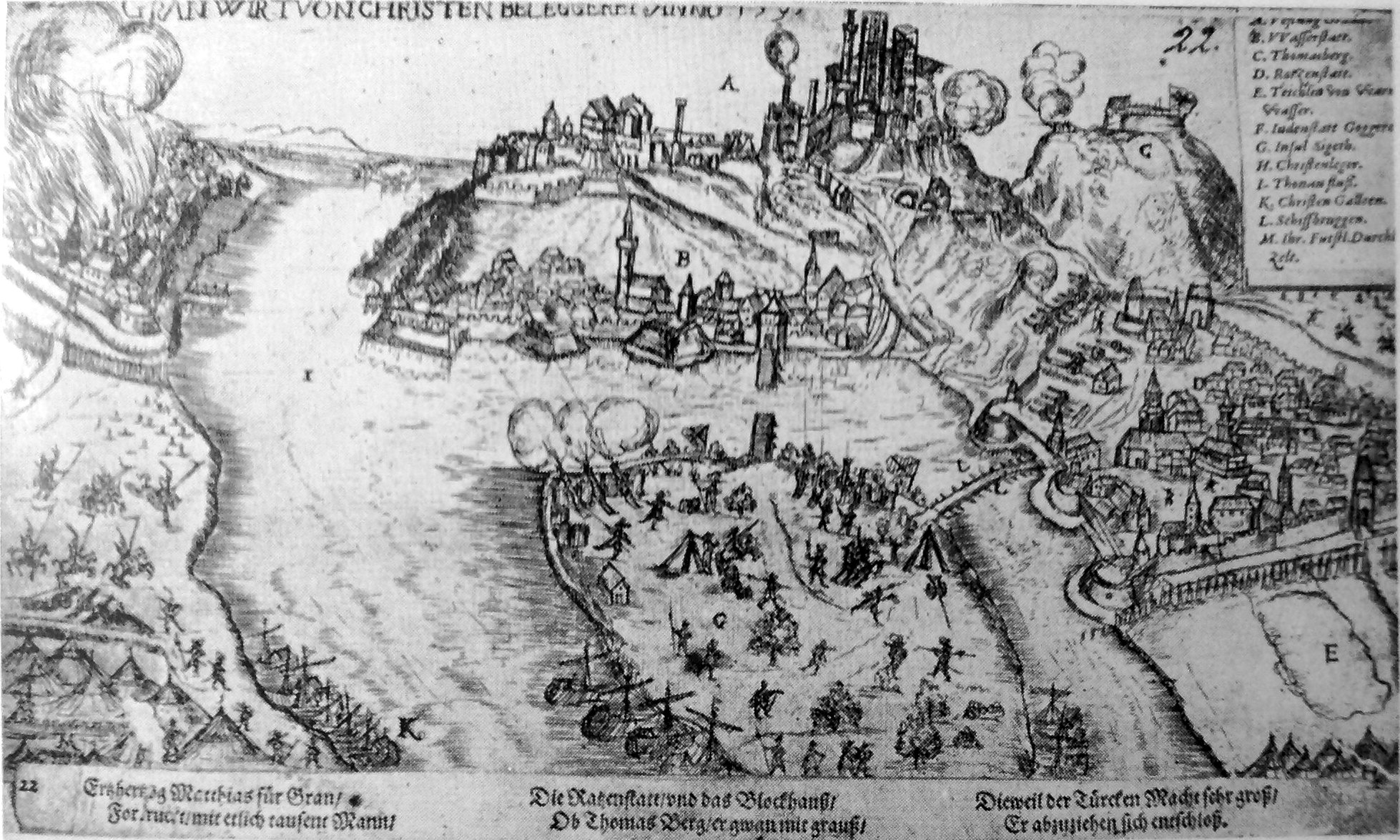
7 août : prise d'Esztergom

- 7 août : Esztergom est prise par les Impériaux[1].

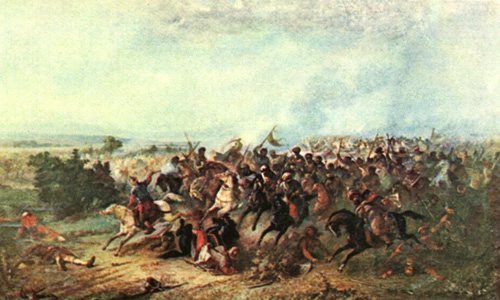
23 août : bataille de Călugăreni

- 23 août : bataille de Călugăreni[24]. Michel de Valachie avec l’aide de troupes envoyées par Báthory, prince de Transylvanie, dont il a reconnu la suzeraineté bat l'armée de Koca Sinan Pacha, dans les marais près de Bucarest. Malgré leur défaite, les Ottomans prennent Bucarest et Târgoviste en Valachie[24].
- 27 août : profitant de l'évacuation des Cosaques, une armée polonaise entre en Moldavie, dépose le hospodar et le remplace par le boïar Ieremia Movilă[14]. Le protectorat polonais et reconnu par la Porte. Les Cosaques restent en Podolie et se heurtent aux Polonais qu'il battent à Bratslav. Ils se divisent à la fin de l'année : Loboda opère en Kiévie, tandis que Nalyvaïko lance des raids en Volhynie et jusqu'en Biélorussie, obtenant le ralliement de nombreux paysans et citadins. Le soulèvement dure jusqu'en mai 1596[25].
- 7 septembre : Michel Ier le Brave entre en Valachie[24].

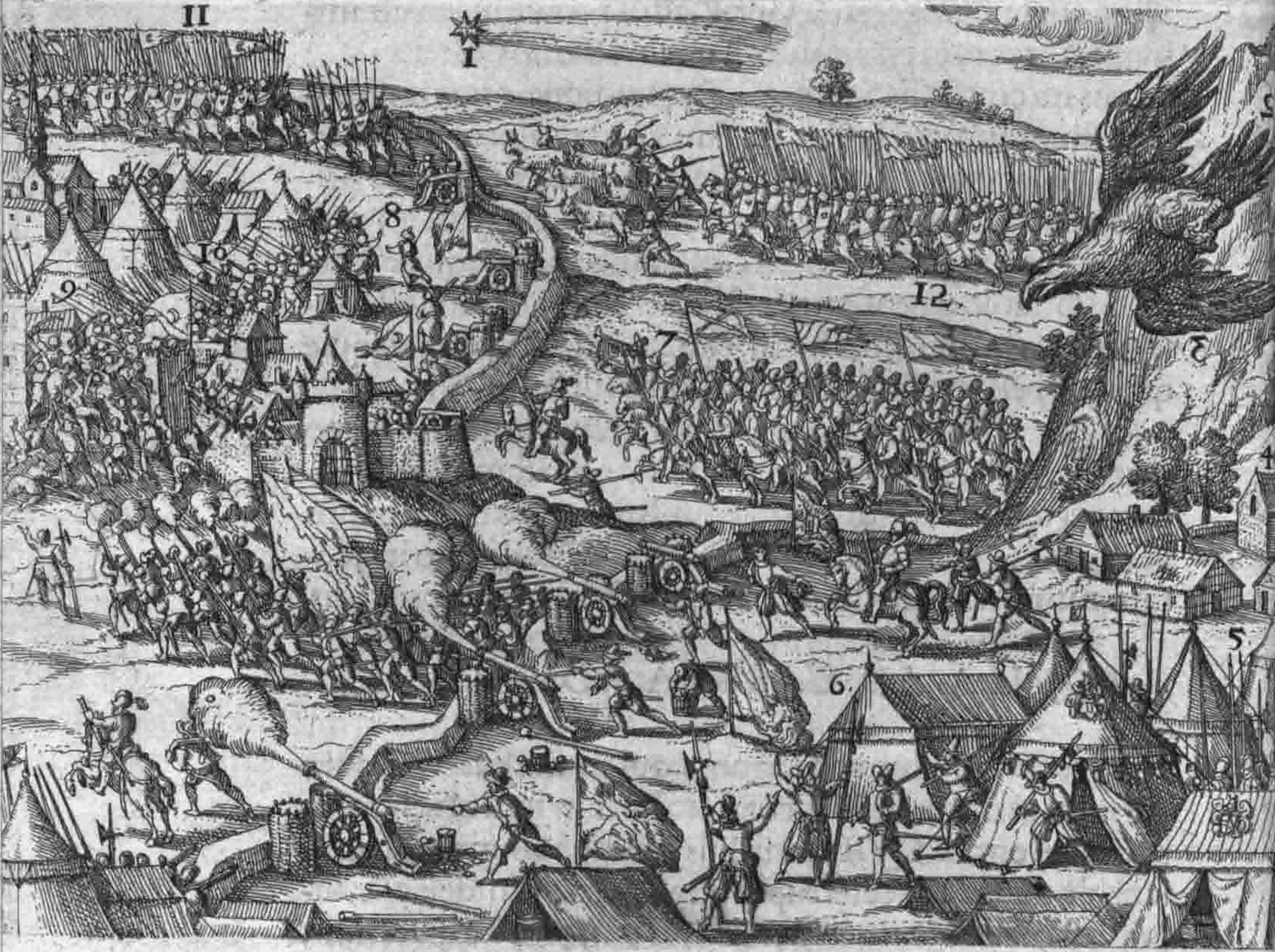
18 octobre : prise de Târgoviste.

- 18 octobre : Michel le Brave entre à Târgoviste, ancienne capitale de la Valachie. Les Turcs évacuent Bucarest et se retirent au-delà du Danube[24].
- 20 octobre : le Riksdag de Suède, réunit à Söderköping depuis le 20 septembre, dépose Sigismond III Vasa et désigne Charles IX, son oncle, chef du parti luthérien, comme régent de Suède. Sigismond, roi de Pologne, tente de reconquérir son trône mais renonce vite face à des difficultés extérieures (1598). La diète confirme l’interdiction de pratiquer la religion catholique en Suède[26].

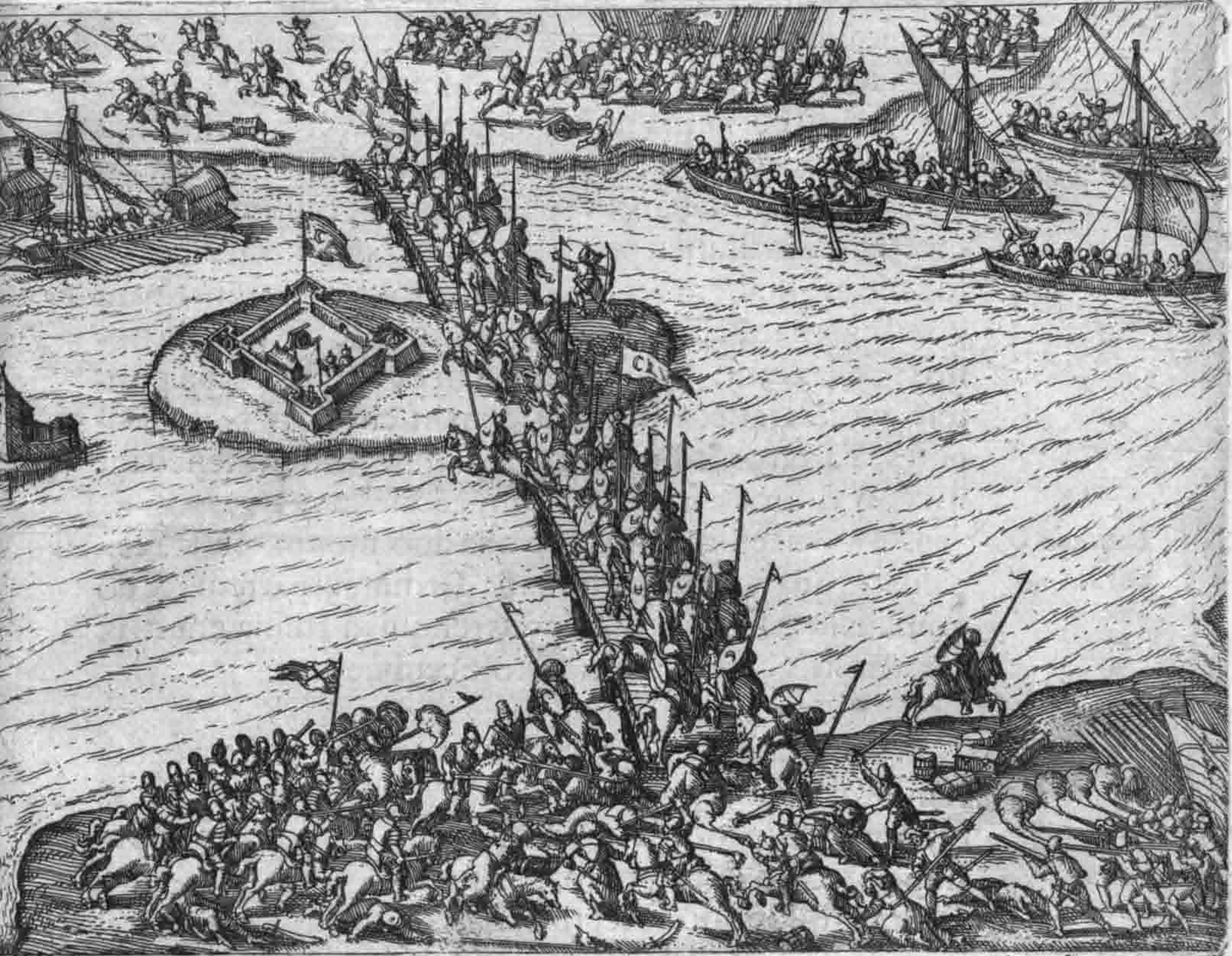
27 octobre : bataille de Giurgiu.

- 27 octobre : Michel le Brave prend Giurgiu. Il passe le Danube et emporte plusieurs places en Bulgarie (Vidin, Nicopolis)[24]. Le sultan le reconnaît comme voïvode de Valachie.
- 13 novembre : victoire des paysans révoltés de Haute-Autriche sur les troupes des États et la noblesse ; le conflit dure jusqu'en 1597 sans autre affrontement militaire[27].
- 20 novembre, Angleterre : Articles de Lambeth, rédigés par l’archevêque de Cantorbéry John Whitgift, où la doctrine de la prédestination est clairement exprimée. Le Parlement, puis la reine, refusent de d’adopter ses articles[28].

- 5 décembre : Matteo Senarega devient le quatre-vingtième doge de Gênes, succédant à Antonio Grimaldi Cebà (fin du mandat le 5 décembre 1597)[29].

- Russie : destruction des Tatars de Baraba à l’est d’Omsk[30].

- Ambassade moscovite à Prague[31].

## Naissances en 1595
- 6 avril : Pieter de Molyn, graveur, peintre, dessinateur et éditeur néerlandais († 23 mars 1661).
- 9 juin : Ladislas IV Vasa, roi de Pologne († 20 mai 1648).
- 4 décembre : Jean Chapelain, poète et critique littéraire français († 22 février 1674).
- Date précise inconnue :
  - Francisco Barrera, peintre baroque du siècle d'or espagnol († 1658).
  - Márton Szepsi Csombor, pasteur, poète et écrivain hongrois († 1622).
  - Agostino Inveges, théologien et historien sicilien († 1677).
  - Heo Mok, homme politique, homme de lettres, philosophe, savant et artiste coréen († 1682).
  - Jean Lalemandet, religieux minime français, provincial pour la Haute-Allemagne, la Bohème et la Moravie, théologien († 10 novembre 1647).
  - Goffredo Wals, peintre baroque, paysagiste allemand († 1638).
- Vers 1595 :
  - Dirck van Baburen, peintre néerlandais († 21 février 1624).
  - Tomás Yepes, peintre espagnol († 1674).

## Décès en 1595
- 16 janvier : Mourad III, sultan ottoman[1] (° 4 juillet 1546).
- 24 janvier : Ferdinand de Tyrol[9] second fils de l'empereur germanique Ferdinand Ier et d'Anne Jagellon (° 14 juin 1529).

- 15 février : Mark Sittich von Hohenems, cardinal allemand (° 1533).
- 20 février : Ernest de Habsbourg, gouverneur des Pays-Bas espagnols, fils de l'empereur Maximilien II (° 15 juin 1553).
- 21 février : Robert Southwell, prêtre et poète jésuite anglais  (° 1561).

- 3 mars : Jean Dave, prêtre du diocèse de Namur, 3e évêque de Namur (° 1531).
- 17 mars : Gamō Ujisato, daimyo des périodes Sengoku et Azuchi Momoyama de l'histoire du Japon (° 1556).
- ? mars : Hernando de Ávila, peintre et enlumineur espagnol (° vers 1538).

- 2 avril : Pasqual Cicogna, 88e doge de Venise (° 27 mai 1509).
- 7 avril :
  - Alexandre Rawlins, martyr catholique romain anglais (° 1560).
  - Henri Walpole, prêtre jésuite anglais (° 1558).
- 8 avril :
  - Liévin van der Beken, prélat, philologue et poète belge (° 8 mars 1525).
  - Henri d'Orléans-Longueville, duc de Longueville et d’Estouteville, prince de Châtelaillon, comte de Neufchâtel, de Tancarville et de Valangin, pair de France (° 1568).
- 16 avril : Reiner Reineccius, historien allemand (° 15 mai 1541).
- 18 avril : Conrad Lautenbach, théologien, pasteur, bibliothécaire, historien et traducteur allemand (° 1534).
- 25 avril : Le Tasse (Torquato Tasso), poète italien (° 11 mars 1544).
- 26 avril : Michael Neander, philologue allemand (° 1525).
- 30 avril : Abraham de Georgiis, prêtre jésuite maronite libanais (° 1563).
- ? avril : Henri Agylée, jurisconsulte et helléniste néerlandais (° 1533).

- 4 mai : Hugues Loubens de Verdalle, 52e grand maître de l'ordre des Hospitaliers de l'ordre de Saint-Jean de Jérusalem (° 13 avril 1531).
- 6 mai : Jean-Frédéric II de Saxe, Duc de Saxe et de Saxe-Cobourg-Eisenach (° 1529).
- 26 mai : Philippe Néri, fondateur de la congrégation de l'Oratoire, et figure très importante de la Réforme catholique entreprise avec le concile de Trente (° 21 mai 1515).

- 26 juin : Magnus de Suède, prince de Suède-Finlande (° 25 juillet 1542).

- 23 juillet : Thoinot Arbeau, chanoine, compositeur et écrivain français (° 17 mars 1520).
- 26 juillet : Augustin Cranach, peintre allemand (° 1554).

- 13 août : Charles-Emmanuel de Savoie-Nemours, duc de Genève et de Nemours (° 12 février 1567).
- 18 août : Giovanni Battista Castrucci, cardinal italien (° 1541).
- 19 août : Jean VI d'Aumont, comte de Châteauroux et baron d’Estrabonne (° 1522).
- 20 août : Alessandro Ardente, peintre portraitiste italien (° ?).
- 24 août :
  - Thomas Digges, astronome anglais, inventeur du théodolite (° 1546).
  - Charles de Mansfeld, général allemand de la Guerre de Cologne et des Guerres austro-turques (° 1543).
- 26 août : Antoine de Portugal, membre de l'ordre de Saint-Jean de Jérusalem et gouverneur de Tanger (° 20 mars 1531).

- 3 septembre : Philippe de Nassau-Dillenbourg, comte de Nassau, de Katzenelnbogen, Vianden et Dietz (° 1er décembre 1566).
- 10 septembre : Turlough Luineach O'Neill, chef du clan des O'Neill de Tir Égoain (° 1532).
- 22 septembre :
  - Maeno Nagayasu, samouraï de la fin de la période Sengoku de l'histoire du Japon (° 1528).
  - Francisco Verdugo, militaire espagnol (° 1537).
- ? septembre : Jérémie II de Constantinople, patriarche de Constantinople (° vers 1530).

- 3 octobre : John Maitland, 1er lord Maitland de Thirlestane, Lord Chancelier d’Écosse (° 1537).
- 17 octobre : Thomas Heneage, politicien anglais, courtisan à la cour de Élisabeth Ire et membre du Conseil privé de la reine (° 1532).
- 18 octobre : Álvaro de Mendaña, navigateur et explorateur espagnol (° 1er octobre 1542).
- 19 octobre : Philip Howard, noble anglais, 13e comte d’Arundel (° 28 juin 1557).
- 22 octobre : Louis Gollut, chroniqueur franc-comtois (° 1535).
- 23 octobre : Louis IV de Nevers, noble italo-français, duc de Nevers et de Rethel (° 18 septembre 1539).

- 8 novembre : Anuce Foës, humaniste, helléniste et philologue français (° 1528).
- 11 novembre : Lambert Daneau, théologien et juriste calviniste français (° vers 1530).
- 12 novembre : John Hawkins, constructeur de navires, riche négociant, navigateur et marchand d’esclaves anglais (° 1532)[3].

- 4 décembre : William Whitaker, théologien protestant anglais (° 1548).
- 11 décembre : Philippe III de Croÿ, général des Flandres sous le règne de Philippe II d'Espagne (° 10 juillet 1526).
- 20 décembre : Costanzo da Sarnano, cardinal italien (° 4 octobre 1531).

- Date précise inconnue :
  - Gilles Beys, imprimeur des Pays-Bas (° 1540).
  - Georges Boba, peintre et graveur français (° 1540).
  - Wolfgang de Brunswick-Grubenhagen, prince de Grubenhagen (° 1531).
  - Jean Cousin le Jeune, peintre maniériste français (° vers 1536).
  - Barthélémy Del Bene, écrivain français d'origine toscane (° 9 novembre 1515).
  - Giovanni Battista Gentile Pignolo, soixante et onzième doge de Gênes (° 1525).
  - Ercole Procaccini il Vecchio, peintre italien (° 1520).
  - Tsewang Namgyal, roi de la dynastie Namgyal du Ladakh (° 1535).

- Vers 1595 :
- Margarin de La Bigne, théologien français, spécialiste de patristique (° 1546).